# Franck Queudrue
Franck Queudrue (* 27. August 1978 in Paris) ist ein ehemaliger französischer Fußballspieler.

## Karriere
Queudrue begann seine Profilaufbahn beim RC Lens. Dort kam er in zwei Jahren auf 41 Einsätze in der Ligue 1. 2001 wurde er für ein Jahr an den FC Middlesbrough verliehen, um anschließend von Manager Steve McClaren für 2,5 Millionen Pfund fest verpflichtet zu werden. Er kam bei Middlesbrough hauptsächlich als linker Verteidiger zum Einsatz, konnte aber auch in der Innenverteidigung oder im Mittelfeld auflaufen.
Mit Middlesbrough gewann er 2004 den League Cup durch einen 2:1-Erfolg über die Bolton Wanderers, dies war der erste große Titel in der Geschichte des FC Middlesbrough. Zwei Jahre später stand Queudrue mit dem Klub im Finale um den UEFA-Pokal 2005/06, musste sich dort aber dem FC Sevilla deutlich mit 0:4 geschlagen geben.
Mit dem Wechsel von Manager Steve McClaren auf die Trainerbank der englischen Nationalmannschaft endete nach 150 Premier-League-Spielen auch die Zeit von Queudrue bei Middlesbrough und er wechselte für 4,5 Millionen Euro zum FC Fulham. Der Linksverteidiger war lange Zeit Stammspieler bei Fulham, fiel aber unter Manager Chris Coleman nach einigen schwachen Partien in Ungnade und verlor seinen Stammplatz. Als zur neuen Saison Lawrie Sanchez die Managerfunktion übernahm, erhielt Queudrue die Freigabe zum Wechsel. Für zwei Millionen Pfund Ablöse wechselte er im Sommer 2007 innerhalb der Premier League zuBirmingham City. Dort spielte er in seiner ersten Saison insgesamt nur in sechzehn Spielen. Am Ende der Saison 2007/08 stieg Birmingham ab. In der Saison 2008/09 stand Queudrue in der Championship (2. Liga) in 25 Spielen aus dem Platz, traf dreimal und erreichte mit dem Verein den direkten Wiederaufstieg in die Premier League. In der folgenden Saison 2009/10 spielte er aber nur zu Beginn der Saison sechsmal und stand häufig nicht einmal im Kader. Im März 2010 wurde er zu Colchester United in die League One (3. Liga) ausgeliehen, spielte aber auch dort nur dreimal und kehrte schon Anfang Juni zu Birmingham zurück.
Im Oktober 2010 kehrte er nach einigen Monaten ohne Verein zu seinem Heimatverein RC Lens in die Ligue 1 zurück und stieg mit dem Verein am Ende der Saison in die Ligue 2 ab, wo er eine weitere Saison für Lens spielte, bevor der 2012 in die dritte französische Liga zu Red Star Paris wechselte. Dort beendete er 2013 seine Karriere.
Queudrue war bekannt für seine mangelnde Disziplin, so wurde er sieben Mal in der Premier League und einmal in der Ligue 1 des Feldes verwiesen und weit über 60-mal während seiner Profilaufbahn in Ligaspielen mit Gelb verwarnt. 

## Erfolge
- Englischer Ligapokalsieger: 2003/04
- UEFA-Pokal-Finalist: 2005/06